# Mittelalbanischer Aufstand

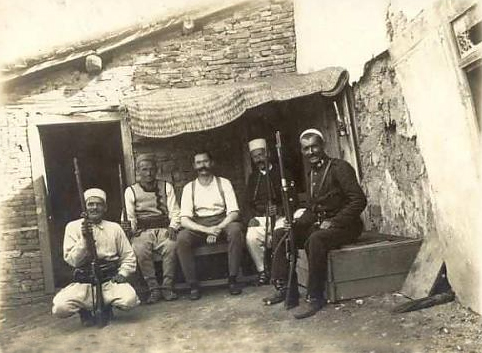
Hendrik Reimers, niederländischer Offizier der internationalen Gendarmerie, in Gefangenschaft albanischer Rebellen im Juni 1914

Der Mittelalbanische Aufstand, auch Mittelalbanischer Bauernaufstand (albanisch Kryengritja (fshatare) e Shqipërisë së Mesme), nach dem Anführer auch Haxhi-Qamil(i)-Aufstand genannt, war eine Revolte moslemischer Bauern vor allem in Mittelalbanien gegen die Herrschaft des neuen, von den europäischen Großmächten eingesetzten Fürsten Wilhelm in den Jahren 1914 und 1915. Die Revolutionäre verlangten die Rückkehr des Fürstentums Albanien unter die Suzeränität des Osmanischen Reiches.

## Verlauf
Die Bauern waren verärgert, weil sich ihre Situation seit der Unabhängigkeit nicht verbessert hatte und der Fürst nicht einmal Steuerschulden aus der osmanischen Zeit erlassen hatte. Die politischen und religiösen Gegensätze im Mittelalbanien nutzen jungtürkische Komitees, 250 türkische Offiziere mit Unterstützung aus Istanbul aus, um Widerstand gegen Wied zu organisieren. Zuletzt kontrollierte der Fürst nur noch einen zwei bis vier Kilometer breiten Streifen um Durrës. Die Stadt wurde belagert und konnte nur mit Unterstützung von Schiffsartillerie des internationalen Geschwaders gehalten werden.
Die Revolte wurde von den Revolutionären Haxhi Qamili (ein moslemischer Sufi), Arif Hiqmeti, Musa Qazimi und Mustafa Ndroqi (Verwandter des Tiranaer Bürgermeisters Ismail Ndroqi) geleitet. Sie kämpften seit Anfang Mai 1914 gegen die internationale Gendarmerie in Durrës, Unterstützer der Regierung aus dem Kosovo und katholische Freiwillige aus der Mirdita, die unter der Leitung von Lodewijk Thomson (1869–1914), dem niederländischen Befehlshaber der Gendarmerie, dem ehemaligen osmanischen Pascha Prênk Bib Doda und Isa Boletini standen. Die niederländischen Offiziere, die den Ausbau der Gendarmerie durchführen sollten, stellen eine zu kleine Machtbasis für den landfremden Fürsten dar.
Die Aufständischen kämpften für Din dhe Devlet – Religion und osmanischen Staat – sowie für Osmanllillëk (Osmanentum). Auch verlangten sie eine Generalamnestie. Verhandlungen der Rebellen mit einer internationalen Kommission scheiterten im Juni 1914, Deutschland und Großbritannien waren trotz des Chaos im Land nicht bereit, einer internationalen militärischen Intervention zuzustimmen, während die Konkurrenten Italien und Österreich-Ungarn nicht gemeinsam handlungsfähig waren. Wied vermutete seinen Innen- und Kriegsminister Essad Pascha Toptani, der selbst Ambitionen auf den Thron hatte, als Initiator des Aufstands. Der Fürst zwang ihn zum Rücktritt, ließ ihn verhaften und schickte ihn ins Exil.

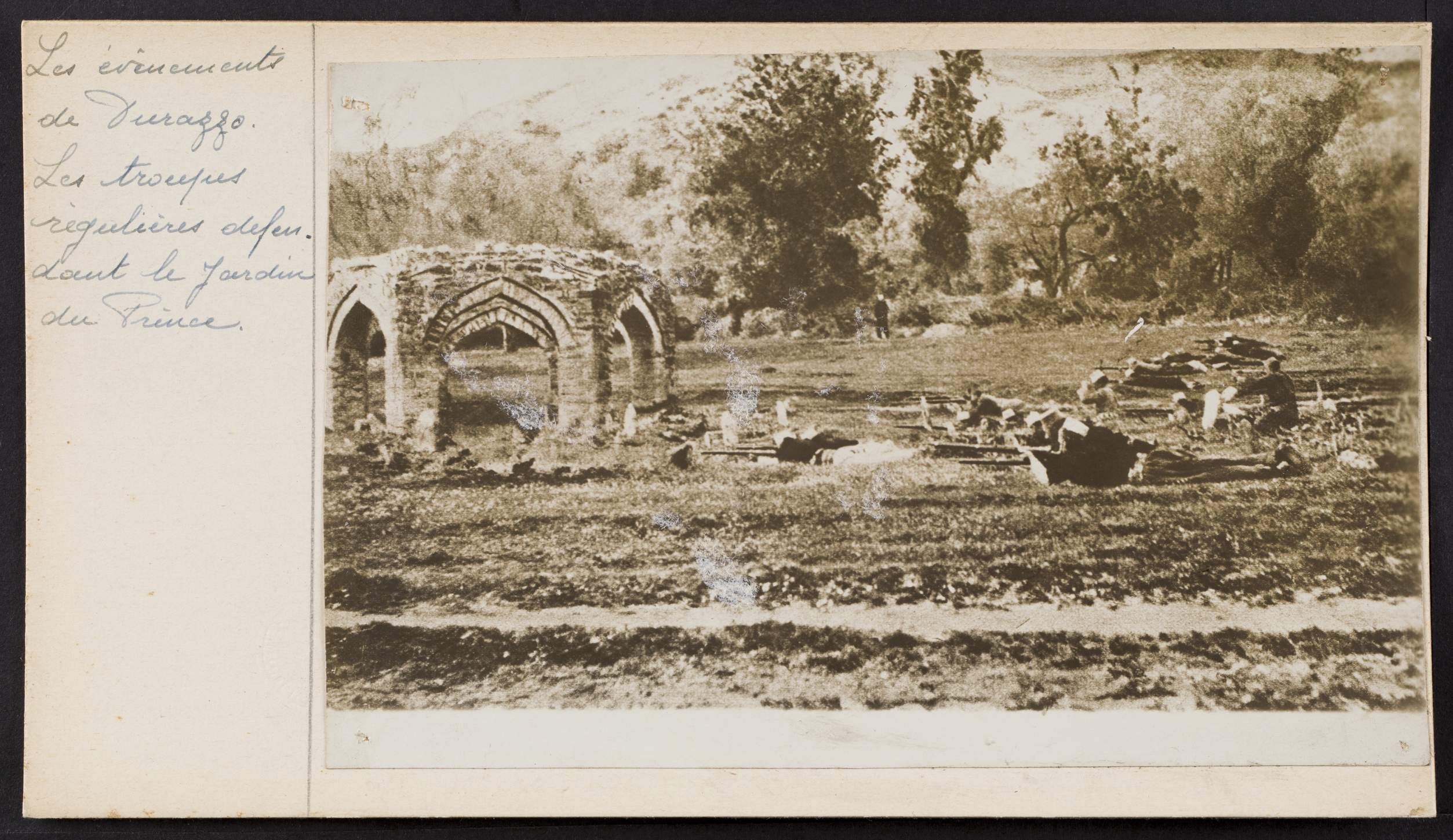
Verteidigung von Durrës

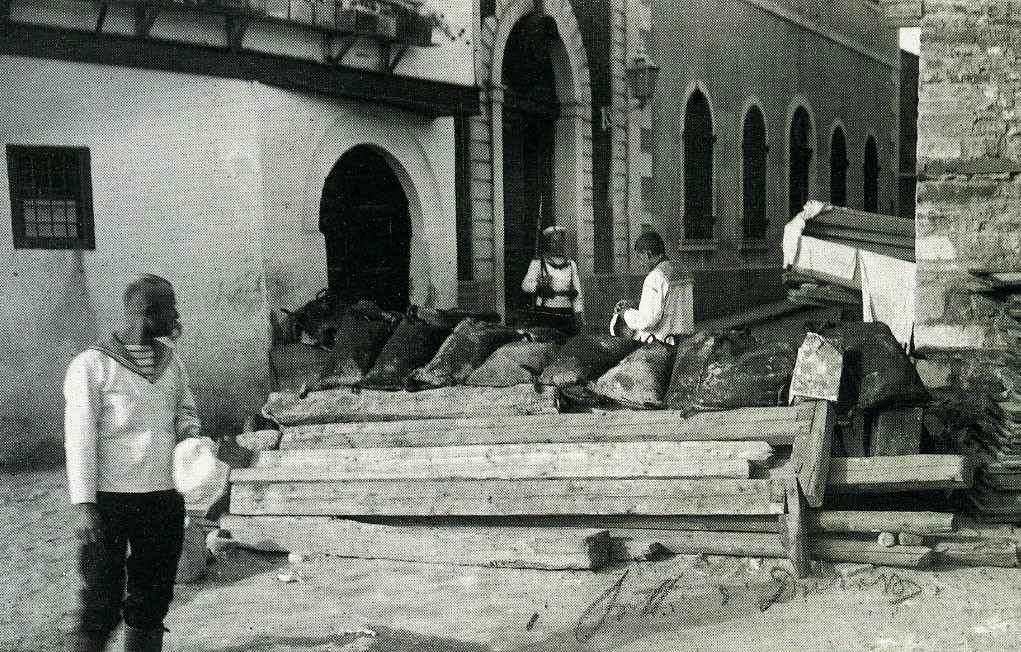
Verteidigungsbarrikaden in Durrës

Der Aufstand war einer der Gründe für den Rückzug des Fürsten Wied aus dem Land und das faktische Ende seiner Herrschaft. Mit Ausbruch des Ersten Weltkrieges wurden die niederländischen Offiziere und weitere internationale Kontingente, die in Skutari stationiert gewesen waren, aus Albanien abgezogen. Der bei seinen Untergebenen als energielos und unfähig empfundene Wied verließ daher Anfang September 1914 das Land, dankte offiziell aber nie ab. Das Fürstentum bestand formell weiter, es regierten bis 1925 ein Regierungsrat und Reichsverweser in seinem Namen.
Der Aufstand endete Anfang Juni 1915, als serbische Truppen die Anführer des Aufstandes um Haxhi Qamili und Musa Qazimi verhafteten, sie vor ein Gericht unter Xhelal Bey Zogu stellten und in Durrës hinrichten ließen.
In der Sozialistischen Volksrepublik Albanien unter dem Machthaber Enver Hoxha wurde der Aufstand zur patriotischen und sozialrevolutionären Bewegung erklärt. Seit Enver Hoxhas diesbezüglicher Deklaration waren andere Einschätzungen, wie etwa die Kennzeichnung als pro-osmanisch-islamische Revolte gegen Albaniens Unabhängigkeit, unter der kommunistischen Herrschaft nicht mehr möglich.